# Piotr Kamiński (aktor)
Piotr Kamiński (ur. 22 lutego 1973) – polski aktor oraz wokalista.

## Życiorys
Absolwent Studia Wokalno-Aktorskiego Danuty Baduszkowej przy Teatrze Muzycznym w Gdyni (1997).
W latach 1997–2001 występował w Teatrze Muzycznym w Gdyni. Od roku 2003 aktor Operetki Wrocławskiej.

## Nagrody
- 2000: Nagroda prezydenta Gdyni przyznana z okazji Międzynarodowego Dnia Teatru (27 marca)
- 2006: Brązowy Tukan (wspólnie z bratem, Pawłem) w Konkursie Aktorskiej Interpretacji Piosenki podczas 27. Przeglądu Piosenki Aktorskiej we Wrocławiu

## Filmografia
- 1994: Spis cudzołożnic – bliźniak w oknie
- 1997–2018: Klan – mieszkaniec wsi Zakąski, w której działkę kupił doktor Tadeusz Koziełło-Kozłowski
- 1999: Prawo ojca – ochroniarz
- 2000: Lokatorzy – kelner (odc. 7, 25)
- 2000–2001: Adam i Ewa – dresiarz, który napadł na Magdę i Nikołaja
- 2001: Wtorek – człowiek „Bysia”
- 2001: Miodowe lata – skin (odc.75)
- 2001: Kuracja – Sanitariusz
- 2003: Tygrysy Europy 2 – Stasio, syn Papryki
- 2003–2018: Na Wspólnej – prezes zarządu
- 2005: Scat czyli od pucybuta do milionera – Bliźniak Łobuz - Piotr Grudzień
- 2007: Halo Hans! – uczestnik castingu na sobowtóra Hansa Klossa (odc. 1)
- 2009: Inny człowiek
- 2010: Miłość nad rozlewiskiem – policjant (odc. 7)
- 2010: Licencja na wychowanie – pełnomocnik pana Ho (odc. 66)
- 2010: 1920. Wojna i miłość – polski jeniec (odc. 10)
- 2011: Na dobre i na złe – policjant (odc. 459)
- 2012: Prawo Agaty – policjant (odc. 20)
- 2013: Świat Walerego – grabarz
- 2014–2016: Pielęgniarki (odc. 75)
- 2015: Sok pomidorowy – brat bliźniaka mordercy
- 2015: Disco polo – szemrany handlarz
- 2017: Ojciec Mateusz – Jarek Bednarski (odc. 213)
- 2017: M jak miłość – sąsiad (odc. 1311)
- 2017: Atlas – lekarz
- 2018: Relax – policjant
- 2018: Na sygnale – kierowca (odc. 194)
- 2018: Szpital dziecięcy – Adam Bielski (odc. 47)

## Polski dubbing
- 2003: Kot w kapeluszu

## Życie prywatne
Ma brata bliźniaka Pawła.